# 中込正志
中込 正志（なかごめ まさし　1966年11月3日 - ）は、日本の外交官。

## 人物
神奈川県川崎市出身。
神奈川県立多摩高等学校、一橋大学法学部卒業（平成元年3月）。
岸田文雄首相が外務大臣時代に秘書官を務め、岸田政権が発足した際にも内閣総理大臣秘書官に就任した。10カ月にわたって内閣総理大臣秘書官を務めたのち、2022年8月より欧州局長に就任した。中込秘書官のこの人事に関して、磯崎仁彦内閣官房副長官が令和4年7月26日の記者会見で「適材適所の観点から行った人事だと承知している」と発言した。

## 略歴
- 平成元年4月　外務省入省
- 平成15年8月　在シンガポール日本国大使館 一等書記官
- 平成18年1月　在シンガポール日本国大使館 参事官
- 平成18年9月　大臣官房総務課 首席事務官
- 平成20年8月　総合外交政策局国連政策課国際平和協力室長
- 平成20年11月　総合外交政策局安全保障政策課国際平和協力室長
- 平成21年7月　総合外交政策局総務課外交政策調整官
- 平成22年5月　総合外交政策局総務課主任外交政策調整官
- 平成23年4月　中東アフリカ局中東第二課長
- 平成24年9月　国際法局条約課長
- 平成24年12月　大臣官房 外務大臣秘書官事務取扱（岸田文雄外務大臣（当時））
- 平成29年8月　大臣官房参事官兼中東アフリカ局中東第一課長事務取扱
- 平成29年9月　大臣官房参事官兼欧州局政策課長事務取扱
- 平成30年1月　在ジュネーブ国際機関日本政府代表部 公使
- 令和2年7月　内閣事務官 内閣官房内閣審議官（国家安全保障局）
- 令和3年10月　内閣総理大臣秘書官
- 令和4年8月　欧州局長
- 令和6年9月　駐ウクライナ特命全権大使[5]

## 同期
- 相航一（23年アメリカ特命全権公使・21年アメリカ公使）
- 赤堀毅（24年外務審議官（経済担当）・22年地球規模課題審議官）
- 赤松秀一（21年上海総領事）
- 安藤俊英（24年中東アフリカ局長・22年領事局長）
- 市川恵一（23年内閣官房副長官補・22年総合外交政策局長・20年北米局長）
- 岡井朝子（23年バーレーン大使・18年国連事務次長補）
- 加納雄大（23年ユネスコ大使・22年内閣府国際平和協力本部事務局長・21年南部アジア部長）
- 城内実（14年外務副大臣・03年衆議院議員）
- 齋田伸一（23年国際平和協力本部事務局長・22年アフリカ部長・20年アメリカ公使・16年エチオピア大使）
- 志水史雄（22年大臣官房長・20年中華人民共和国公使、18年アフリカ連合代表部大使）
- 曽根健孝（22年在ロサンゼルス総領事）
- 田村政美（23年外務省研修所長・20年インドネシア公使）
- 浜田隆（23年瀋陽総領事・21年内閣情報調査室内閣審議官兼国際テロ情報集約室次長）
- 長岡寛介（24年チェコ大使・21年中東アフリカ局長・19年大臣官房審議官）
- 鯰博行（25年外務審議官（政務担当）・23年アジア大洋州局長・22年経済局長・21年国際法局長）
- 星野芳隆（23年エルサルバドル大使・21年スポーツ庁審議官）
- 松永健（23年トロント総領事）
- 山本恭司（19年フィリピン公使）
- 米谷光司（21年アフリカ部長・17年ジブチ大使）